# Miedes de Aragón
Miedes de Aragón ist ein nordspanischer Ort und eine Gemeinde (municipio) mit 403 Einwohnern (Stand: 2024) im Westen der Provinz Saragossa und der Autonomen Region Aragonien. Der Ort gehört zur bevölkerungsarmen Serranía Celtibérica.

## Lage und Klima
Miedes de Aragón liegt etwa 75 Kilometer (Luftlinie) südwestlich von Saragossa in einer Höhe von 760 m.
Das Klima ist gemäßigt bis warm; der eher spärliche Regen (ca. 448 mm/Jahr) fällt mit Ausnahme der eher trockenen Sommermonate übers Jahr verteilt.

## Bevölkerungsentwicklung
| Jahr      | 1970 | 1981 | 1991 | 2001 | 2011 | 2021 |
| Einwohner | 864  | 680  | 579  | 529  | 462  | 429  |

Die Mechanisierung der Landwirtschaft, die Aufgabe bäuerlicher Kleinbetriebe und der damit verbundene Verlust von Arbeitsplätzen führten seit der Mitte des 20. Jahrhunderts zu einem deutlichen Rückgang der Bevölkerung (Landflucht).

## Sehenswürdigkeiten
- Peterskirche (Iglesia de San Pedro)
- Konvent der Unbefleckten Empfängnis und St. Blasius (Convento de la Concepción y San Blas)
- Reloj-Turm (Torre del Reloj)
- Jungfernsäule (Peirón de la Virgen del Pilar)
- Rathaus

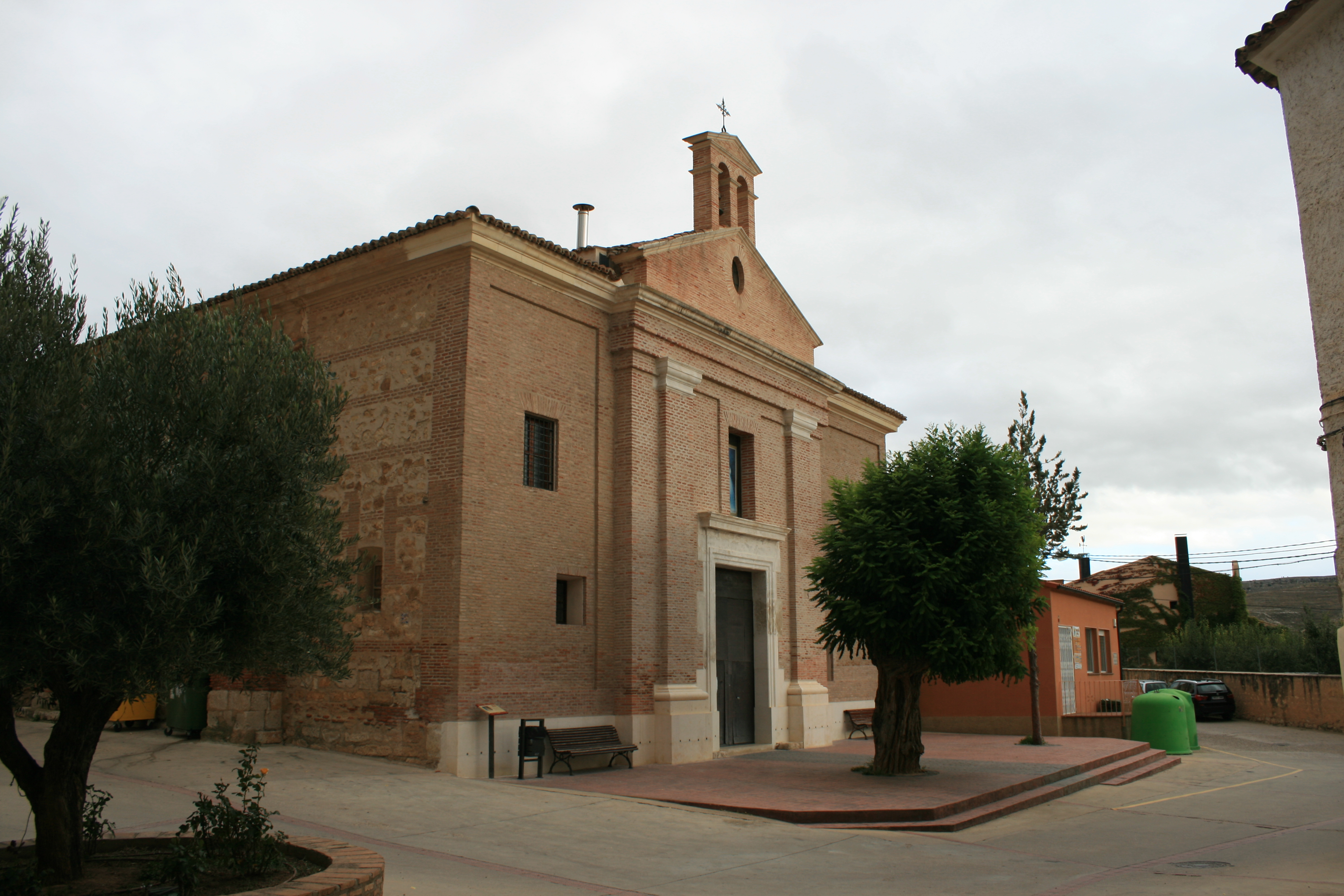
Peterskirche
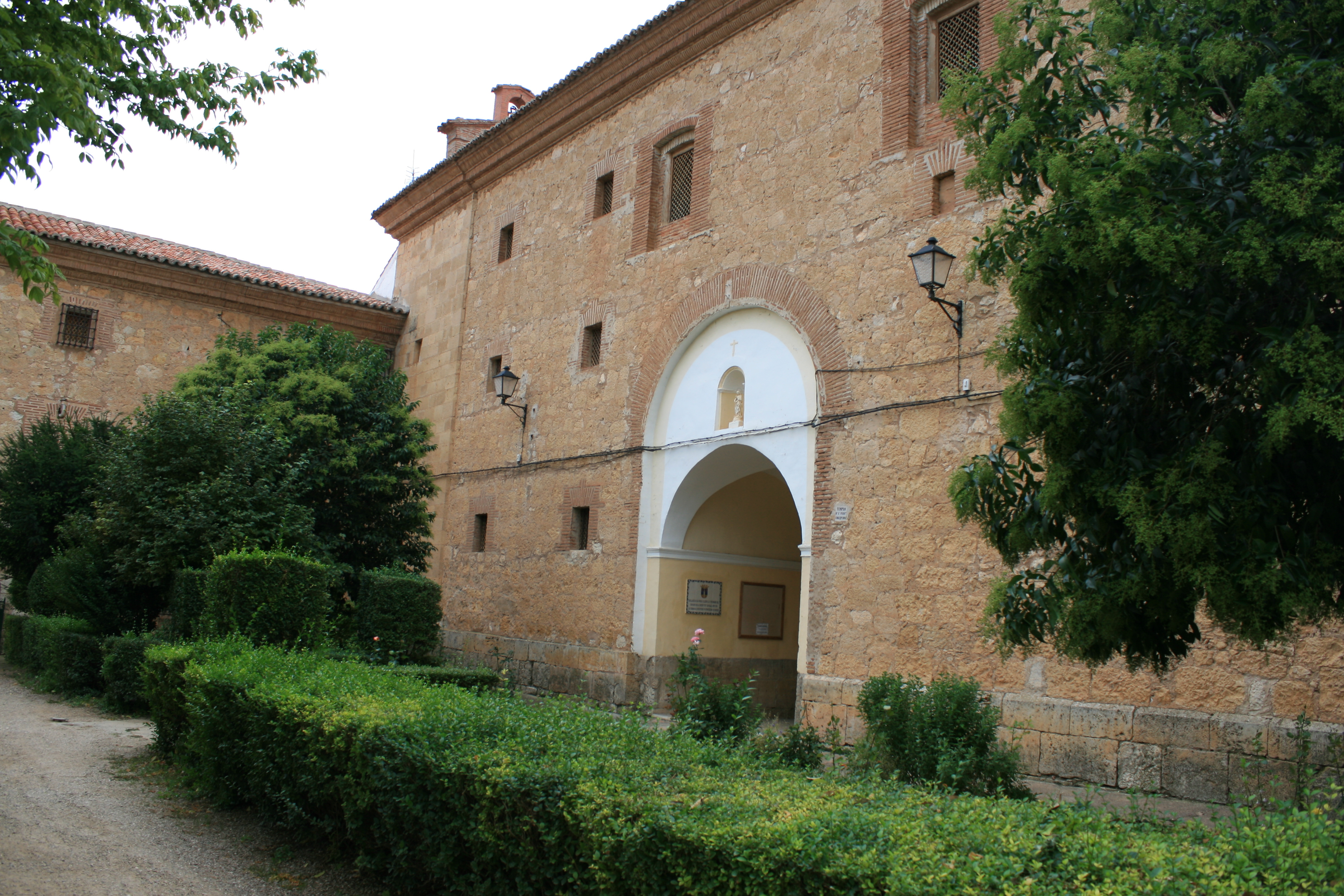
Konvent
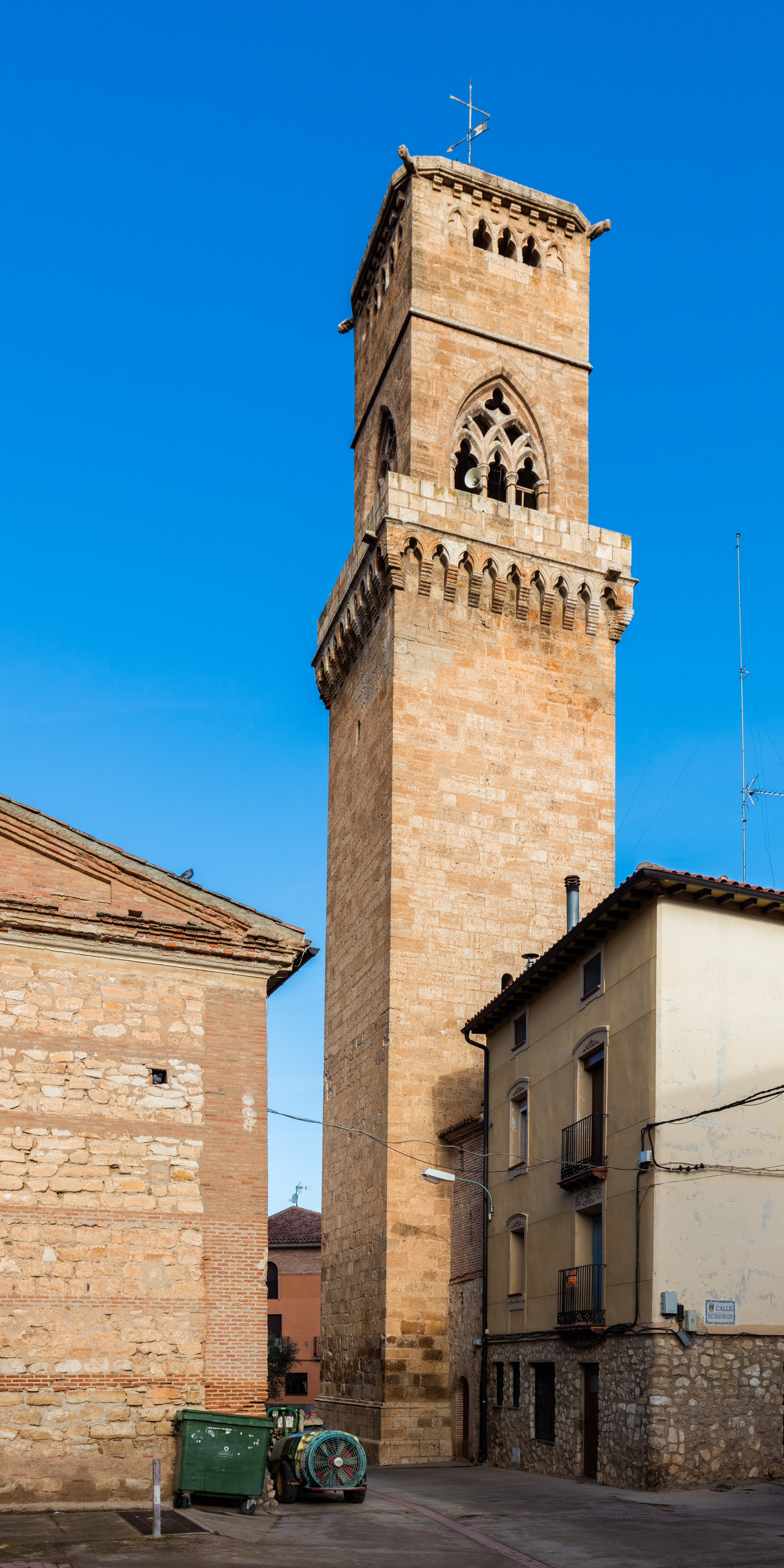
Reloj-Turm
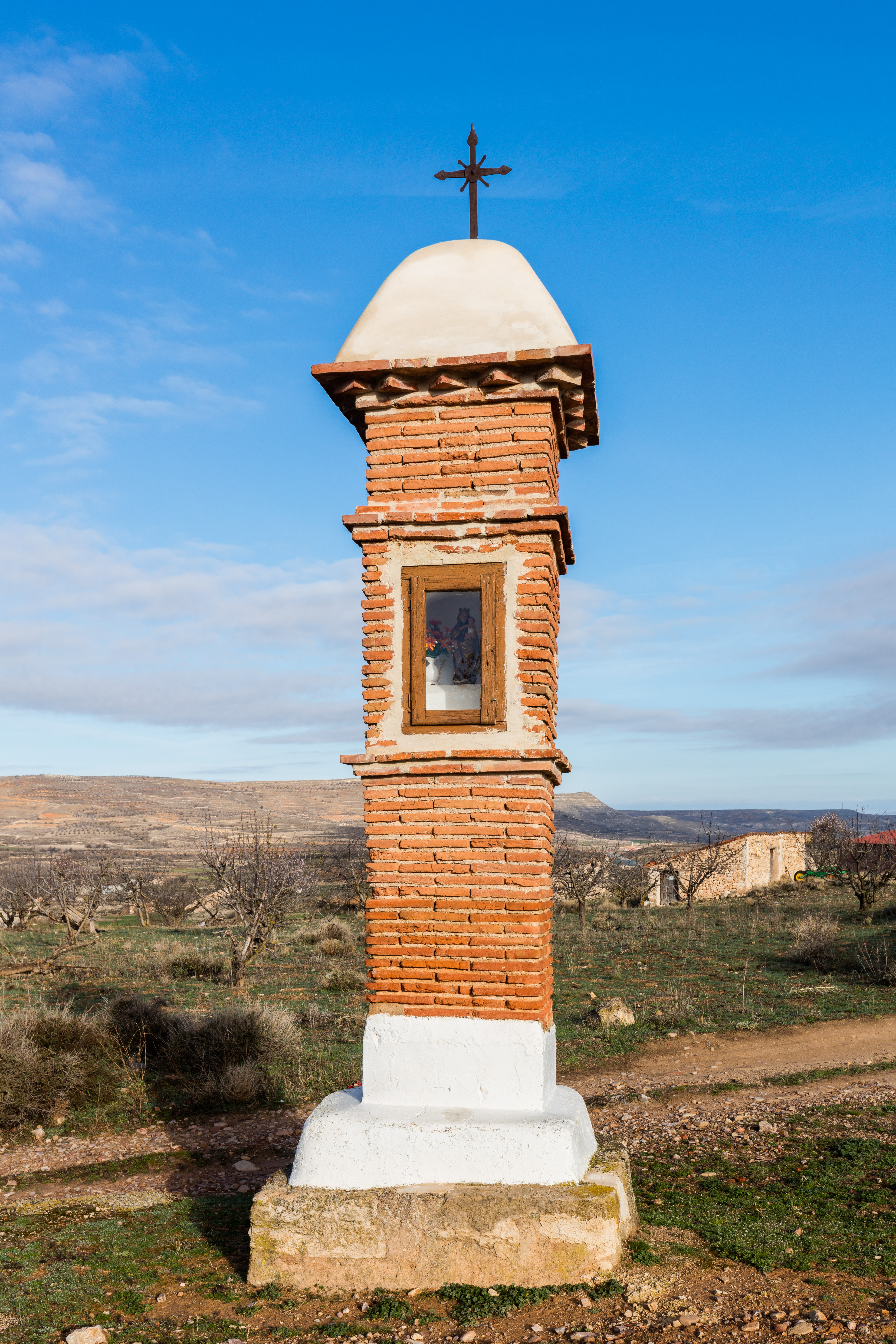
Jungfernsäule
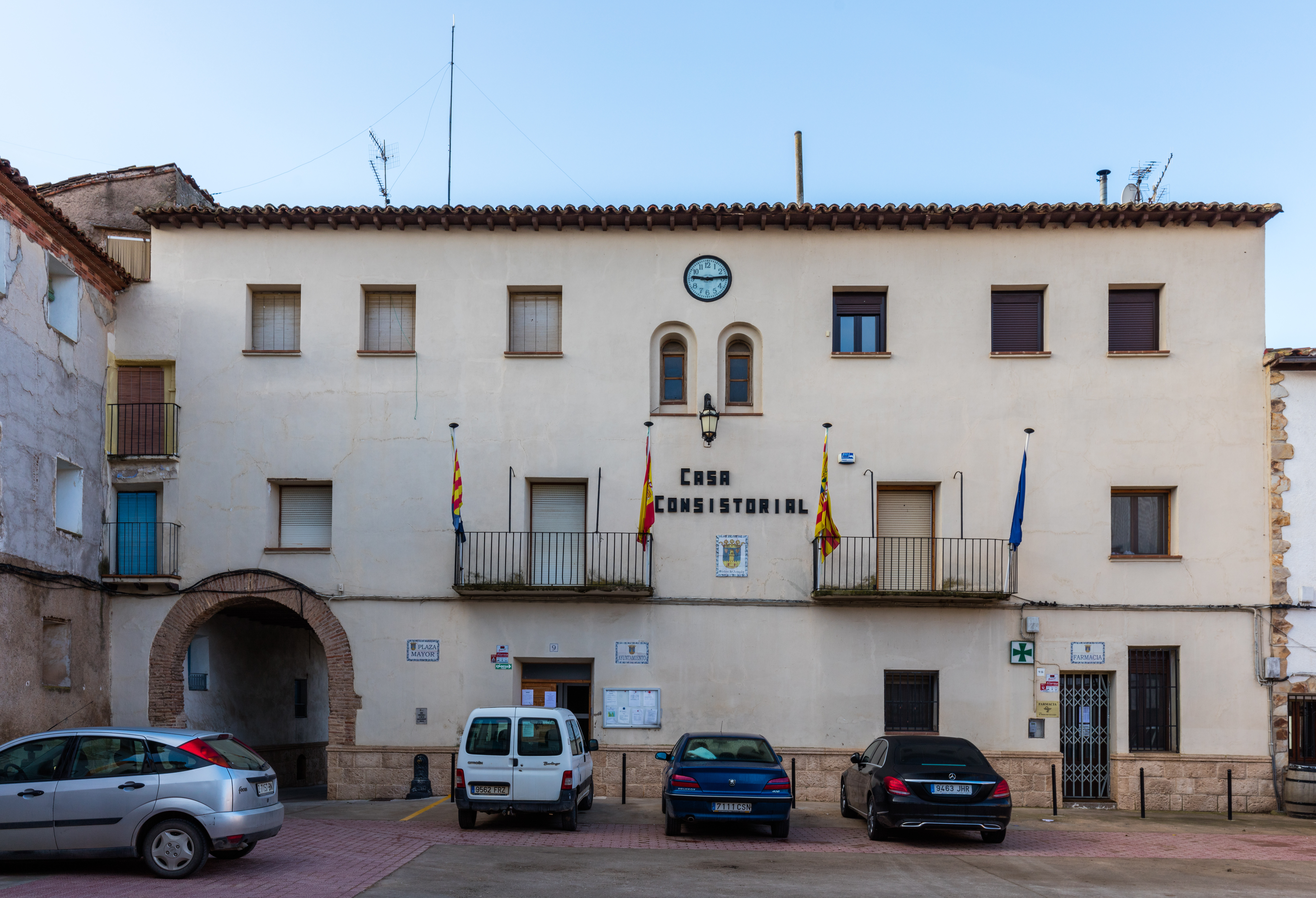
Rathaus